# Naturally 7

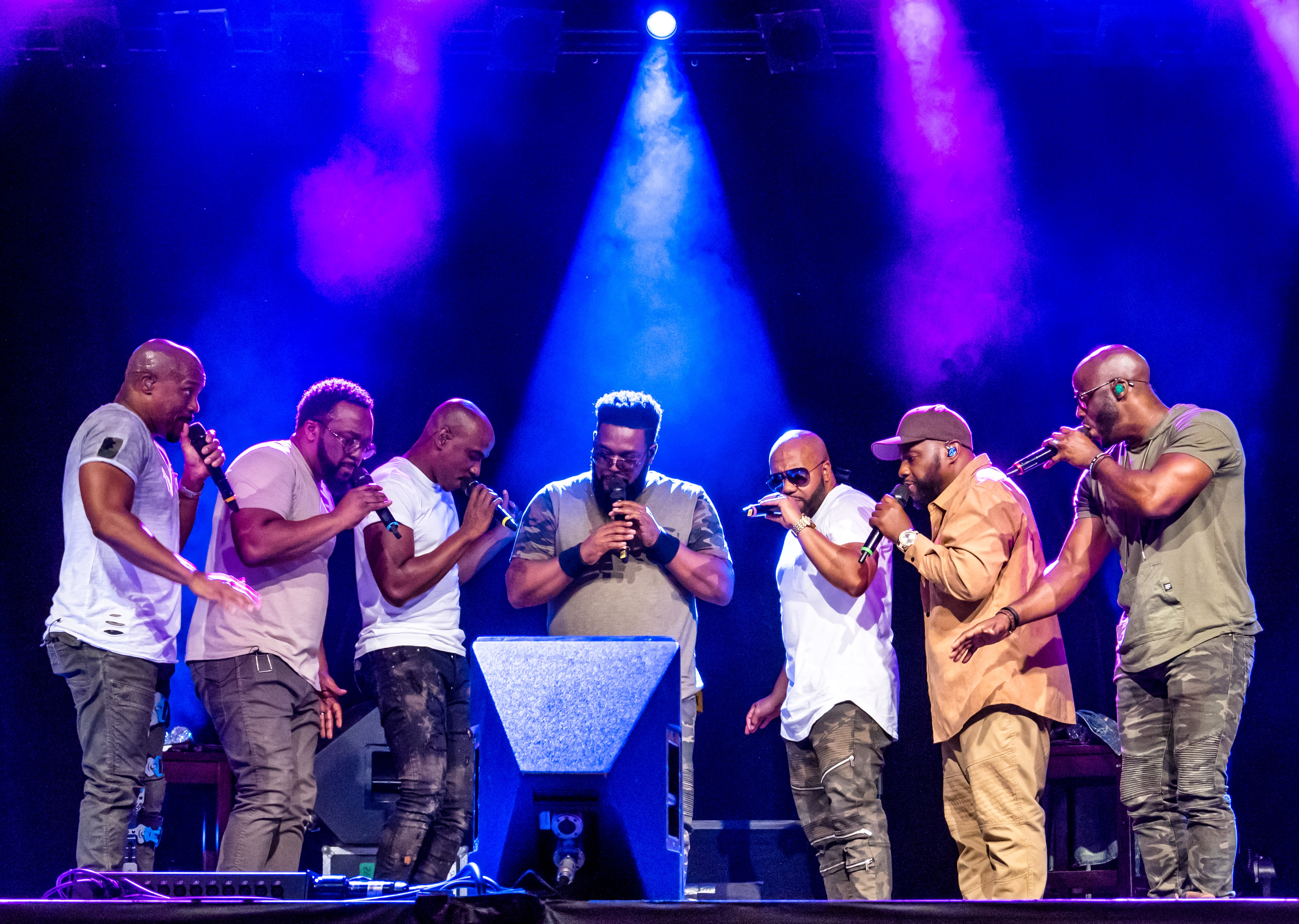
Naturally 7 på Tält Music Festival 2018 i Freiburg Tyskland

Naturally 7 är en sångarseptett från New York. Den består av sju män som sjunger a cappella. De sjunger förutom gospel även hiphop och soul. De har många fans i bland annat USA och Tyskland.

## Diskografi

### Studioalbum
- 2000 – Non-Fiction
- 2003 – What Is It
- 2004 – Christmas ... It's A Love Story
- 2006 – Ready II Fly
- 2009 – Wall of Sound
- 2010 – VocalPlay
- 2015 – Hidden in Plain Sight
- 2017 – Both Sides Now
- 2018 – A Christmas Xperience

### Singlar
- 2003 – "Another You"
- 2004 – "Gone With The Wind"
- 2006 – "Close 2 Me"

### EP
- 2006 – Feel It (In The Air Tonight)

### DVD
- 2008 – Naturally 7 - Live In Berlin